# Chorągiew spod Byczyny
Chorągiew spod Byczyny – sztandar wojsk Maksymiliana Habsburga zdobyty przez oddział Stanisława Żółkiewskiego 24 stycznia 1588 roku w bitwie pod Byczyną. Chorągiew stanowiła trofeum wojenne dowodzącego wojskami koronnymi hetmana i kanclerza Jana Zamoyskiego. Jest jedną z najstarszych zachowanych w Polsce chorągwi oddziałów wojskowych przechowywaną dziś w zbiorach Zamku Królewskiego na Wawelu.

## Historia
Po śmierci Stefana Batorego doszło do podwójnej elekcji. Wybrano wówczas na króla Zygmunta Wazę i arcyksięcia Maksymiliana Habsburga. Maksymilian podjął walkę o koronę i w październiku 1587 roku wkroczył na czele wojska do Polski, krótko i bezskutecznie oblegał Kraków, po czym wycofał się na granicę z Cesarstwem. Na początku następnego roku (24 stycznia) jego wojska zostały rozbite pod Byczyną, przez siły dowodzone przez Jana Zamoyskiego, hetmana wielkiego koronnego i kanclerza wielkiego koronnego, a sam arcyksiążę dostał się do niewoli. Zwycięstwo to miało decydujący wpływ na utrzymanie tronu polskiego przez Zygmunta III Wazę, który wcześniej koronował się w Krakowie 27 grudnia 1587 roku. W bitwie zdobyto wiele trofeów, między innymi chorągwie. Joachim Bielski w Dalszym ciągu Kroniki polskiej tak opisał zdobyte pod Byczyną sztandary:

Chorągwi też wzięli naszy do kilkunaści: między któremi była iedna dosyć wielka żółta wszytka, na niej był orzeł cesarski o dwu głowach czarny, a tey dostał Żółkiewski; Koniecpolski drugiey, która była Prepostwarego własna, Ligęza trzeciey białey z czarną szachowany. Łaszcz piątey czerwoney, na niejy był krzyż biały, a także drudzy inszych, które wszytkie oddali Hetmanowi y wziął ie ze sobą do Zamościa.

Chorągiew pozostała w posiadaniu Zamoyskich. Przechowywano ją jako cenna pamiątkę najpierw w Zamościu i Klemensowie, a od połowy XIX wieku w warszawskim Pałacu Błękitnym. W 1944 roku zdeponowano ją w Muzeum Książąt Czartoryskich, skąd została przekazana do Zamku Królewskiego na Wawelu w 1947 roku. Jest jedną z najstarszych zachowanych w Polsce chorągwi wojskowych, od 30 czerwca 2022 roku można ją oglądać na wystawie Nowy Skarbiec Koronny w Muzeum na Wawelu.

## Opis
Na pierwotnie żółtym materiale, wyciętym w dwa zęby, widnieje czarny orzeł z białą przepaską na skrzydłach. Nad nim znajduje się napis: „Wol herr In Gottes Nam”, który można przetłumaczyć jako „Naprzód w imię Boże”, poniżej zaś trudno czytelna data 1587. Bławat obszyto częściowo zachowanymi krótkimi strzępkami. Tkanina jest bardzo zniszczona, ubytki występują przy krawędziach i w zakończeniach zębów, warstwa malarska jest mocno wykruszona i przetarta. Prawdopodobnie pod koniec XIX wieku chorągiew została naszyta na lnianą siatkę, która z biegiem czasu spowodowała zniszczenia tkaniny. W pierwszej połowie 2022 roku chorągiew przeszła gruntowną konserwację w pracowniach Zamku Królewskiego na Wawelu.